# The 20/20 Experience
The 20/20 Experience é o terceiro álbum de estúdio do cantor e compositor estadunidense Justin Timberlake, lançado em 15 de março de 2013 através da RCA Records, sendo seu primeiro projeto desde FutureSex/LoveSounds (2006). É a primeira metade de um projeto de duas partes, posteriormente suplementada pelo seu quarto álbum de estúdio, The 20/20 Experience – 2 of 2 (2013). O álbum incorpora estilos neo soul com elementos da música soul antiga; suas letras abordam temas de romance e sexo. A produção foi dirigida por Timbaland, Timberlake, que também atua como produtor executivo do álbum, e Jerome "J-Roc" Harmon, com Rob Knox contribuindo para a edição deluxe do álbum.
The 20/20 Experience recebeu avaliações geralmente positivas dos críticos, muitos dos quais elogiaram seu som orgânico e o saudaram como um lançamento pop significativo. O álbum estreou na primeira posição da Billboard 200, vendendo 968.000 cópias em sua primeira semana – a maior semana de vendas daquele ano, tornando-se o segundo álbum de Timberlake a liderar a tabela e a melhor semana de estreia de sua carreira. The 20/20 Experience se configurou como o álbum mais vendido de 2013 nos Estados Unidos, culminando na lista de fim de ano da Billboard. O álbum também tornou-se o terceiro álbum número um de Timberlake no Reino Unido, liderou os gráficos de múltiplos países e definiu um recorde de vendas digitais por ser o álbum a ter vendido mais rapidamente na iTunes Store. Em julho de 2024, The 20/20 Experience já havia vendido seis milhões de cópias mundialmente.
O álbum produziu três singles. O carro-chefe, "Suit & Tie", alcançou o top cinco em vários países e atingiu a terceira posição da Billboard Hot 100. O segundo single, "Mirrors", liderou a tabela de singles britânica e chegou à segunda posição nos Estados Unidos. Ainda para promover o álbum, Timberlake embarcou na Legends of the Summer Stadium Tour com Jay-Z, e posteriormente na The 20/20 Experience World Tour. The 20/20 Experience – The Complete Experience, foi indicado ao prêmio de Melhor Álbum Vocal de Pop no Grammy Awards. As canções "Suit & Tie" e "Pusher Lover Girl" venceram nas categorias de Melhor Videoclipe e Melhor Canção de R&B, respectivamente.

## Antecedentes
Eu sou o único que senta e é obsessivo em mesmo de ouvi-lo. Tão perto como eu chegar a ele, eu não acho que posso me torturar fisicamente que no ano, e muito, e ano, e espera para cumprir-me o caminho que ele faz e da maneira que ele é agora. Você simplesmente não entendo que a cada dia, você tem que esperar por isso.

—Timberlake explicando seu hiato musical.
Em setembro de 2006, Timberlake lançou seu segundo álbum de estúdio FutureSex/LoveSounds. Aclamado pela crítica e comercialmente, o álbum gerou seis singles, incluindo os hits mundiais "SexyBack", "My Love" e "What Goes Around... Comes Around". Após encerrar uma turnê mundial em apoio ao álbum em 2007, Timberlake fez uma pausa em sua carreira musical para se concentrar na atuação. Além disso, Timberlake trabalhou atrás das câmeras com sua gravadora Tennman Records (fundada em 2007) e sua equipe de produção A de Y (fundada em 2008). Ele também forneceu vocais em vários singles de outros artistas, como "4 Minutes", de Madonna e "Carry Out", de Timbaland.
Em junho de 2011, Timberlake e a Media Group compraram o Myspace por aproximadamente 35 milhões. Timberlake prometeu colocar o Myspace, de volta como uma verdadeira rede social. Em agosto de 2012, o produtor Jim Beanz informou que Timberlake havia começado a trabalhar em seu novo projeto musical. No entanto, logo após o anúncio, o publicitário de Timberlake revelou que não havia planos atuais para um álbum novo do cantor, afirmando que Timberlake estava trabalhando com Timbaland em canções para seu próximo projeto.

## Título
Durante uma entrevista com a rádio americana e apresentador de televisão Ryan Seacrest, Timberlake explicou o significado por trás do título do álbum, dizendo: "Eu mostrava o material do álbum para os meus amigos e quando eles entram e saem do estúdio aí Eu dizia: "O que você acha disso? "E meu melhor amigo disse: "Esta é a música que você pode ver', e por alguma razão, isso me marcou. Também porque é um termo muito utilizado no ramo Oftalmológico, no qual, é usada a expressão 20/20 para uma boa visão."

## Lançamento e promoção

### Performances ao vivo
Timberlake realizou durante o fim de semana do Super Bowl, no qual ele estreou duas novas canções do álbum, "Pusher Love Girl" e "That Girl". Timberlake também realizou "Suit & Tie" com Jay-Z no 55º Grammy Awards em 10 de fevereiro de 2013, seguido por um concerto esgotado no Palladium, em Los Angeles mais tarde naquela noite. Timberlake também realizou o  segundo single "Mirrors" no Brit Awards de 2013 e n O2 Arena, em Londres, em 20 de fevereiro de 2013.

### Singles
"Suit & Tie", com o rapper Jay-Z foi lançada como primeiro single do álbum em 14 de janeiro de 2013. É uma música R&B "flutua" como uma canção da banda norte-americana, The Whispers. O single recebeu críticas positivas de críticos de música com alguns deles comparando com trabalhos anteriores de Timberlake, incluindo "Rock Your Body" e "SexyBack". O vídeo de "Suit & Tie" foi filmado em 25 de janeiro de 2013. Ele foi dirigido por David Fincher, que anteriormente dirigiu o filme A Rede Social (2010), um filme em que Timberlake estrelou. Comercialmente, foi um sucesso e conseguiu atingir as dez melhores posições em 10 países. Ele chegou a número três na UK Singles Chart e número três na Billboard Hot 100.
"Mirrors" foi lançada como segundo single do álbum em 11 de fevereiro de 2013. Nas paradas mundiais a música teve bons desempenhos, e chegou ao Top 10 em 9 países. Ele chegou na 1ª colocação no Brasil Hot 100 Airplaye na UK Singles Chart, assim consegue pela 2ª vez uma música no topo da parada mais importante da Grã Bretanha, e chegou na 3ª posição na Billboard Hot 100, e assim ele consegue colocar uma canção no Top 10 pela 8ª vez, na parada mais importante dos EUA.

## Lista de faixas
Todas as faixas foram escritas por Justin Timberlake, Timothy Mosley, Jerome Harmon e James Fauntleroy, exceto onde indicado; todas as faixas foram produzidas por Timbaland, Timberlake e Jerome "J-Roc" Harmon.
| The 20/20 Experience – Edição deluxe (faixas bônus) |                |                                     |                     |         |  |
| N.º                                                 | Título         | Compositor(es)                      | Produtor(es)        | Duração |  |
| 11.                                                 | "Dress On"     | Timberlake Robin Tadross Fauntleroy | Rob Knox Timberlake | 4:39    |  |
| 12.                                                 | "Body Count"   | Timberlake Tadross Fauntleroy       | Knox Timberlake     | 4:42    |  |
| Duração total:                                      | Duração total: | Duração total:                      | Duração total:      | 79:23   |  |

- ↑[a]  significa um vocal do produtor.
- "Suit & Tie" contém uma parte da composição "Sho' Nuff", escrita por Terrence Stubbs, Johnny Wilson e Charles Still.
- "That Girl" contém um sample de "Self Destruct" escrita por Noel Williams, com performance de King Sporty.
- "Let the Groove Get In" contém um sample da gravação "Alhamdulillahi" do álbum Explorer Series: Africa-Burkina Faso – Rhythms of the Grasslands.

## Desempenho nas tabelas musicais

### Posições
| Tabela musical (2013)                               | Melhor posição |
| --------------------------------------------------- | -------------- |
| Alemanha (Media Control)                            | 1              |
| Austrália (ARIA)                                    | 1              |
| Áustria (IFPI)                                      | 2              |
| Bélgica (Flandres) (Ultratop 50)                    | 4              |
| Bélgica (Valônia) (Ultratop 40)                     | 9              |
| Brasil (Top 30 CDs Sales)                           | 1              |
| Canadá (Canadian Albums Chart)                      | 1              |
| Coreia do Sul (Gaon Albums Chart)                   | 2              |
| Escócia (Official Charts Company)                   | 1              |
| Espanha (Promusicae)                                | 9              |
| Estados Unidos (Billboard 200)                      | 1              |
| Finlândia (The Official Finnish Charts)             | 10             |
| Hungria (Association of Hungarian Record Companies) | 4              |
| Irlanda (IRMA)                                      | 1              |
| Itália (FIMI)                                       | 6              |
| Nova Zelândia (RIANZ)                               | 1              |
| Países Baixos (MegaCharts)                          | 2              |
| Reino Unido (UK Albums Chart)                       | 1              |
| Suécia (Sverigetopplistan)                          | 12             |
| Suíça (Schweizer Hitparade)                         | 1              |

## Histórico de lançamento
| País           | Data                | Gravadora |
| -------------- | ------------------- | --------- |
| Alemanha       | 15 de março de 2013 | RCA       |
| Estados Unidos | 18 de março de 2013 | RCA       |
| Portugal       | 18 de março de 2013 | RCA       |
| Japão          | 19 de março de 2013 | RCA       |
| Reino Unido    | 20 de março de 2013 | RCA       |